# Cyprien Devilers

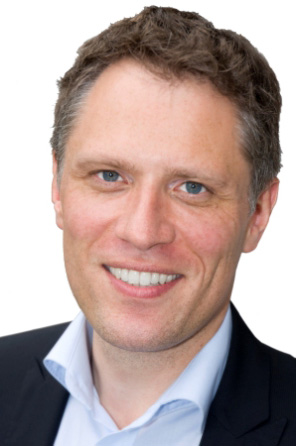
Cyprien Devilers in 2012.

Cyprien Devilers (Charleroi, 12 oktober 1974) is een Belgisch politicus van de MR en voormalig Waals Parlementslid.

## Levensloop
In 1999 werd Devilers aan de UCL gediplomeerd tot handelsingenieur. Hij vervolledigde zijn opleiding in het management aan de Vlerick Business School in 2008. Hij werkte bij een internationaal energiebedrijf.
In 2003 werd hij tot voorzitter van de jongerenafdeling van de MR van Charleroi gekozen. Van 2006 tot 2009 was hij nationaal ondervoorzitter en politiek secretaris van de jongerenafdeling van de MR.
Bij de gemeenteraadsverkiezingen van 2006 behaalde de MR 14 van de 51 zetels van de gemeenteraad van Charleroi. Bij die gemeenteraadsverkiezingen was Devilers een van de MR-verkozenen. Vervolgens werd er een bestuursmeerderheid van MR, PS en cdH gevormd. In februari 2012 trad Devilers als schepen toe tot het college van burgemeester en schepenen.
Bij de gemeenteraadsverkiezingen van 2012 kreeg Devilers veel voorkeurstemmen en kon hij zijn mandaat van schepen behouden. Hij bleef schepen tot in 2018, toen de MR in de oppositie van Charleroi belandde. In 2019 nam Devilers ontslag als gemeenteraadslid van Charleroi en verliet hij de politiek.
Bij de verkiezingen van 2014 werd hij verkozen in het Waals Parlement. Omdat Waalse Parlementsleden een mandaat van schepen niet kunnen combineren met een mandaat van parlementslid, moest hij kiezen. Devilers besloot voor het mandaat van schepen te kiezen en zo verliet hij na enkele weken het Waals Parlement.
In januari 2019 werd hij lid van het directiecomité van de SPGE, de Waalse waterbeheermaatschappij.